# Ric Flair's Last Match
Ric Flair's Last Match fue un evento pay-per-view de lucha libre profesional producido por Conrad Thompson y David Crockett bajo la cartelera de Jim Crockett Promotions (JCP), el cual tuvo lugar el 31 de julio de 2022 en el Auditorio Municipal de Nashville en Nashville, Tennessee y se transmitió por FITE e In Demand.
Fue el primer evento que contó con la cooperación de las principales promociones de lucha libre profesional, donde luchadores y personalidades de All Elite Wrestling (AEW), DDT Pro-Wrestling (DDT), Game Changer Wrestling (GCW), Impact Wrestling, Lucha Libre AAA Worldwide (AAA), Major League Wrestling (MLW), National Wrestling Alliance (NWA), New Japan Pro-Wrestling (NJPW), Progress Wrestling, Ring of Honor (ROH), Combat Zone Wrestling (CZW) y WWE tuvieron sus respectivas apariciones y luchas.

## Antecedentes

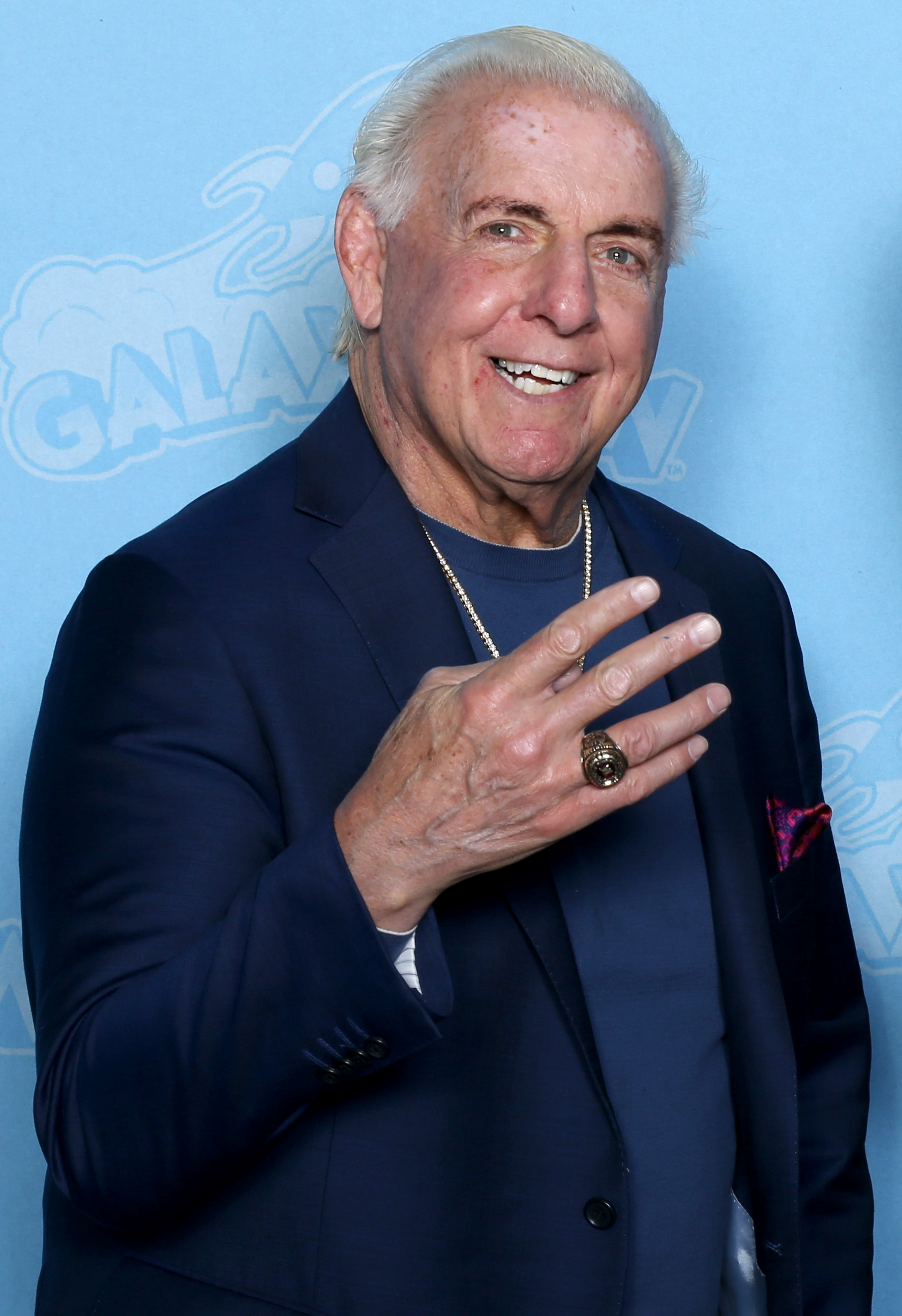
El evento conmemora los 50 años de carrera de Ric Flair como luchador profesional.

Ric Flair tuvo una última lucha ante Shawn Michaels en WrestleMania XXIV, la cual marcó su retiro como luchador profesional activo. Después de ello, tuvo apariciones y luchas esporádicas en otras promociones hasta 2011.
En abril de 2022, se difundieron imágenes y videos de Flair entrenando junto a Jay Lethal. A partir de esto, Flair anunció que tendría una lucha promocional de regreso, el cual se llevaría a cabo en el Tennessee State Fairground Sports Arena. A raíz de esto, el alcalde de Nashville John Cooper declaró el 31 de julio como "el Día de Ric Flair", fecha que se llevaría a cabo dicho evento. Debido a la gran demanda de público y la cartelera en crecimiento, el evento fue trasladado al Nashville Municipal Auditorium.
Se informó que el main event original del evento era un Six-man tag team match entre Ric Flair formando equipo con FTR (Cash Wheeler y Dax Harwood) para enfrentarse a Ricky Steamboat y Rock 'n' Roll Express (Ricky Morton y Robert Gibson) y aunque Steamboat confirmó que le ofrecieron ser parte de la lucha, éste lo rechazó. El entonces Campeón Mundial Peso Pesado de la NWA Matt Cardona propuso defender dicho título ante Flair, pero se lesionó por lo que el campeonato fue declarado vacante. Posteriormente, se confirmó que la lucha sería entre Ric Flair junto a su yerno Andrade El Ídolo frente a Jeff Jarrett y Jay Lethal.
Asimismo, las luchas establecidas para la cartelera del evento fueron interpromocionales y otras que proseguían con formato de storyline.

## Participaciones especiales
Dentro del personal que fue parte de la producción del evento, se destaca la participación de Tony Schiavone (comentarista y entrevistador de AEW) en compañía de David Crockett. Por parte de los comentaristas en habla hispana, estaban los ex-comentaristas de la WWE Hugo Savinovich y Carlos Cabrera.
Dentro de los videos de felicitaciones para Ric Flair, se destacaron las de luchadores como Shawn Michaels, Sting, JBL, Kurt Angle, Trish Stratus, Booker T, Jake "The Snake" Roberts, Lex Luger, y otros como Cody Rhodes, Dixie Carter, Jim Ross y Nick Aldis (quien participó del evento como comentarista de NWA).
Asimismo se mostró que dentro del público, se encontraban personalidades de la lucha libre como The Undertaker, Michelle McCool, Bret "The Hitman" Hart, Mick Foley, Diamond Dallas Page, Vickie Guerrero, Al Snow, Santino Marella, mientras que en los camerinos de Jeff Jarrett, estaban Jerry Jarrett y Jerry "The King" Lawler. El árbitro designado para el main event fue Mike Chioda.

## Resultados
- Kick-Off: Ren Narita derrotó a Yuya Uemura (5:30).
  - Narita cubrió a Uemara después de un «Northen Lights Suplex».

- Kick-Off: Mance Warner ganó el Bunkhouse Battle Royal (11:10).
  - Warner eliminó finalmente a Bully Ray, ganando la lucha.
  - Los otros participantes fueron (en orden de eliminación): Kal Herro, Big Damo, Crimson, Gringo Loco, Komander, Wolfie D, Sinn Bodhi, Effy, Matthew Justice, 1 Called Manders, Jordan Oliver, Rickey Shane Page, Blake Christian, Joey Janela y James Storm.
  - Durante la lucha, Nick Gage interrumpió la lucha, anunciando la invasión GCW.
  - Después de la lucha, Warner celebró junto a Gage y el roster de GCW.
- The Motor City Machine Guns (Alex Shelley & Chris Sabin) derrotaron a The Wolves (Eddie Edwards & Davey Richards) (10:50).
  - Sabin cubrió a Edwards después de un «Skull and Crossbones».
- Killer Kross (con Scarlett Bordeaux) derrotó a Davey Boy Smith Jr. (5:20).
  - Kross cubrió a Smith después de un «Time Indeep».
- Jonathan Gresham derrotó a Alan Angels, Konosuke Takeshita y Nick Wayne y ganó una oportunidad por el Campeonato Mundial de Progress (5:10).
  - Gresham cubrió a Angels con un «Roll-Up».
- The Four Horsemen (Brian Pillman Jr. & Brock Anderson) (con Arn Anderson) derrotaron a The Rock 'n' Roll Express (Ricky Morton & Kerry Morton) (con Robert Gibson) (7:40).
  - Brock cubrió a Ricky después de un «Gorebuster» desde la tercera cuerda.
- Rey Fénix derrotó a Bandido, Laredo Kid y Taurus (11:50).
  - Fénix cubrió a Taurus después de un «Michinoku Driver».
- La lucha entre el Campeón Mundial de Impact Josh Alexander y Jacob Fatu terminó sin resultado (10:30).
  - La lucha fue detenida después de que Matt Cardona, Brian Myers y Mark Sterling atacaran a ambos luchadores.
  - Después de la lucha, Cardona y Myers continuaron su ataque pero fueron detenidos por Diamond Dallas Page, quien le aplicó un «Diamond Cutter» a Cardona.
  - Como resultado, Alexander retuvo el título.
- The Briscoes (Jay & Mark) derrotaron a The Von Erichs (Marshall & Ross) (7:45).
  - Mark cubrió a Ross después de un «Froggy Bow» desde la tercera cuerda.
- Jordynne Grace derrotó a Deonna Purrazzo y Rachael Ellering y retuvo el Campeonato de Knockouts de Impact (9:05).
  - Grace forzó a Ellering a rendirse con un «Rear Naked Choke».
- Ric Flair & Andrade El Ídolo derrotaron a Jeff Jarrett & Jay Lethal (con Karen Jarrett) (27:00).
  - Flair forzó a Jarrett a rendirse con un «Figure Four Leglock», sin embargo ganó el combate por cuenta de tres.
  - Durante la lucha, Karen interfirió a favor de Jeff y Lethal, pero fue atacada por Megan Flair interfiriendo en favor de su padre.
  - Después de la lucha, Flair anunció su retiro oficial y celebró con el público.